# Лаврентьев, Захар Лаврентьевич
Захар Лаврентьевич Лаврентьев (16 сентября 1910 — 20 июня 1977) — советский хозяйственный, государственный и политический деятель.

## Биография
Родился в 1910 году в деревне Большой Хочуж Псковской губернии. С 1923 года на хозяйственной, общественной и политической работе. Батрак, секретарь Троицкого райкома ВЛКСМ. Член ВКП(б) с 1928 года.
Замдиректора треста «Текстильтрест», заведующий здравотделом райисполкома, народный судья Мамлютского райисполкома.
В Рабоче-крестьянскую Красную армию был призван в октябре 1932 года. Ответственный секретарь полкового бюро войск ОГПУ ДВК.
В 1938 году избирался депутатом Верховного Совета РСФСР 1-го созыва. В 1939 году — 2-й, затем 1-й секретарь Омского областного комитета ВКП(б), избирался делегатом XVIII съезда ВКП(б). Начальник управления пропаганды Всесоюзной сельскохозяйственной выставки, председатель комитета по радиовещанию при Мособлисполкоме.
Участник Великой Отечественной войны. Член Военного совета Западного фронта, осуждён за подлог и выдачу ложных документов, направлен в штрафной батальон.
18 февраля 1944 года на Западном фронте выбыл из накопительного 16-го отдельного штрафного батальона и 20 февраля 1944 года прибыл в боевой 10-й отдельный штрафной батальон. После отбытия наказания рядовым в боевом штрафном батальоне был переведён назад в накопительный 16-й отдельный штрафной батальон, из которого 13 июня 1944 года прибыл в 202-й запасной стрелковый полк.
Уволился из Вооружённых сил СССР в феврале 1946 года.
Умер в 1977 году в Москве.

## Награды
- Медаль «За оборону Москвы»[6]
- Медаль «За взятие Кенигсберга»[6]
- Медаль «За победу над Германией в Великой Отечественной войне 1941—1945 гг.»[6]